# 上幌延站
上幌延站（日语：／ Kami-horonobe eki */?）曾是位於北海道天鹽郡幌延町字上幌延的北海道旅客鐵道宗谷本線的無人站，現時已廢置。車站編碼為W71。

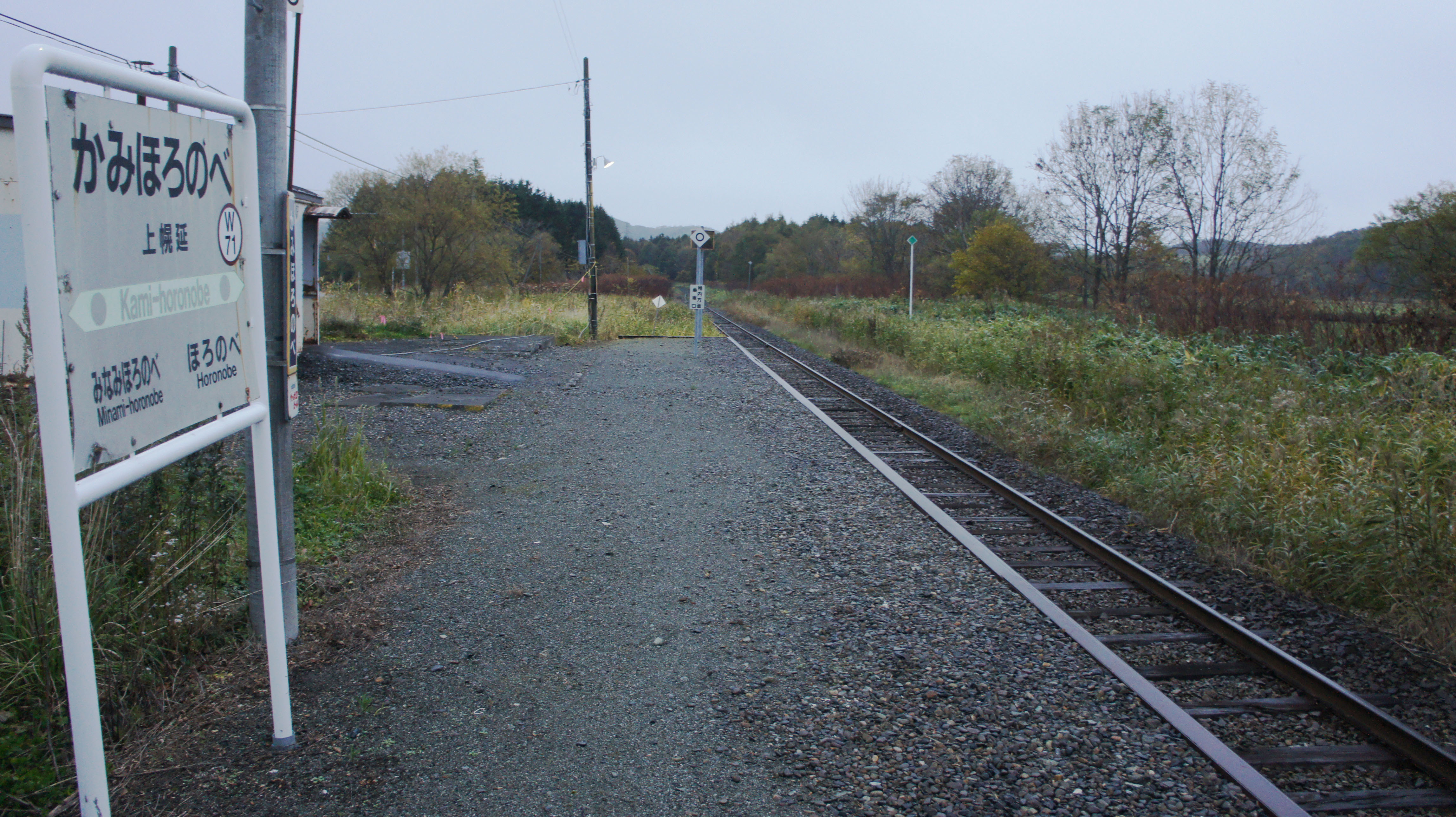
廢站前的月台(2017年10月)

## 車站構造
本站曾為擁有相對式月台兩月台兩乘車線的地面車站，後來則變成一側式月台和一乘車線。本站的站房已被撤走，在廢站前僅有舊車長車廂作為候車室。本站在廢站前為無人站，雖設有洗手間但已關閉。

## 車站周邊
車站周圍主要是原野及牧場。
- 北海道道256号丰富远别线
- 北海道道645號上問寒幌延停車場線
- 北緯45度線的看板
- 上幌延生活改善中心 - 位於舊幌延町立上幌延小學遺址。
- 長慶寺

## 歷史
- 1925年7月20日：日本國有鐵道天鹽南線之車站啟用。
- 1977年5月25日：廢止貨物裝卸。
- 1984年：

- 2月1日：取消行李處理。
- 11月10日：停止售票、檢票等業務的同時無人化，只配置處理閉塞事務的職業。

- 1986年11月1日：導入CTC的同時成為無人站。
- 1987年4月1日：正式民營化並進行分割，車站劃歸由JR北海道繼承。
- 1980年代後期～1990年代前期：車站建築改建，使用列車車廂。
- 2021年3月13日：隨時間表改正，車站被廢除[1][2]。

## 相鄰車站
北海道旅客鐵道（JR北海道）（廢站前）
■宗谷本線
南幌延（W70）－上幌延（W71）－幌延（W72）

## 外部連結
- （日語）JR北海道 – 上幌延站（页面存档备份，存于）
- （日語）全驛參觀之旅 （页面存档备份，存于）